# 레라바현

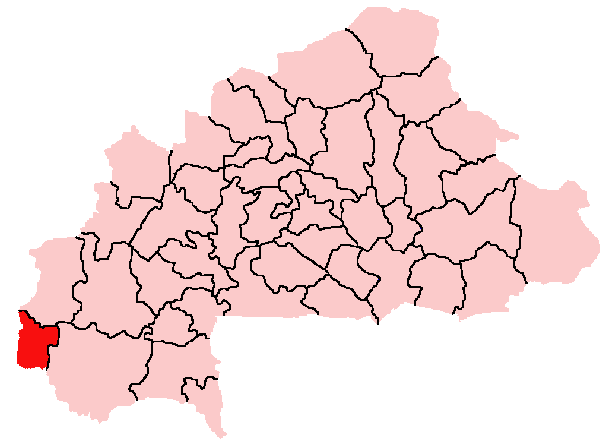
레라바현의 위치

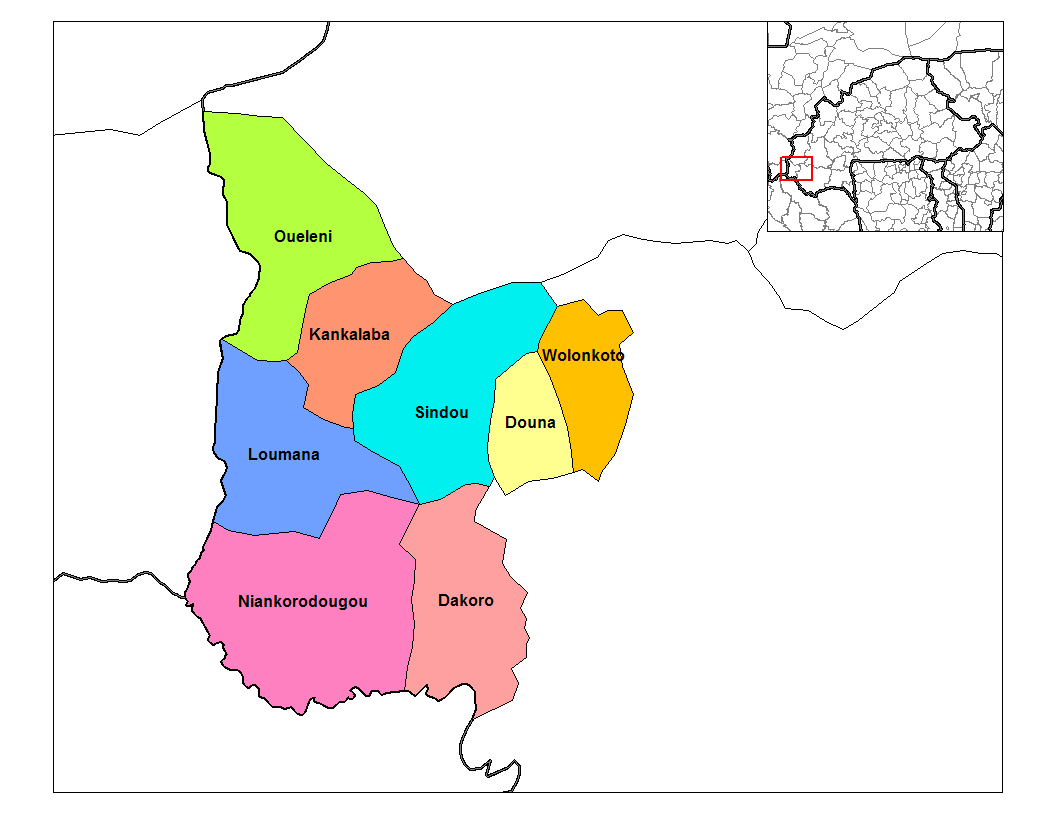
레라바현의 행정 구역

레라바현(프랑스어: Léraba)은 부르키나파소 카스카드주에 위치한 현으로, 현도는 신두이며 면적은 1,588km2, 인구는 136,017명(2006년 기준)이다. 8개 군(다코로군, 두나군, 칸칼라바군, 루마나군, 니앙코로두구군, 웰레니군, 신두군, 월롱코토군)을 관할한다.

## 같이 보기
- 부르키나파소의 주
- 부르키나파소의 현